# La Boulaye
La Boulaye ist eine französische Gemeinde mit 98 Einwohnern (Stand 1. Januar 2022) im Département Saône-et-Loire in der Région Bourgogne-Franche-Comté (vor 2016 Bourgogne). Die Gemeinde gehört zum Arrondissement Autun und zum Kanton Autun-2 (bis 2015 Mesvres). 

## Geografie
La Boulaye liegt etwa 28 Kilometer südsüdwestlich vom Stadtzentrum von Autun am Arroux. Im äußersten Südosten berührt auch sein Zufluss Pontins das Gemeindegebiet. Umgeben wird La Boulaye von den Nachbargemeinden Charbonnat im Norden, Dettey im Osten und Nordosten, Saint-Eugène im Osten und Südosten, Toulon-sur-Arroux im Süden sowie Montmort im Westen.

## Bevölkerungsentwicklung
| Jahr                      | 1962 | 1968 | 1975 | 1982 | 1990 | 1999 | 2006 | 2013 | 2019 |
| Einwohner                 | 123  | 121  | 111  | 134  | 148  | 122  | 117  | 105  | 94   |
| Quelle: Cassini und INSEE |      |      |      |      |      |      |      |      |      |

## Sehenswürdigkeiten

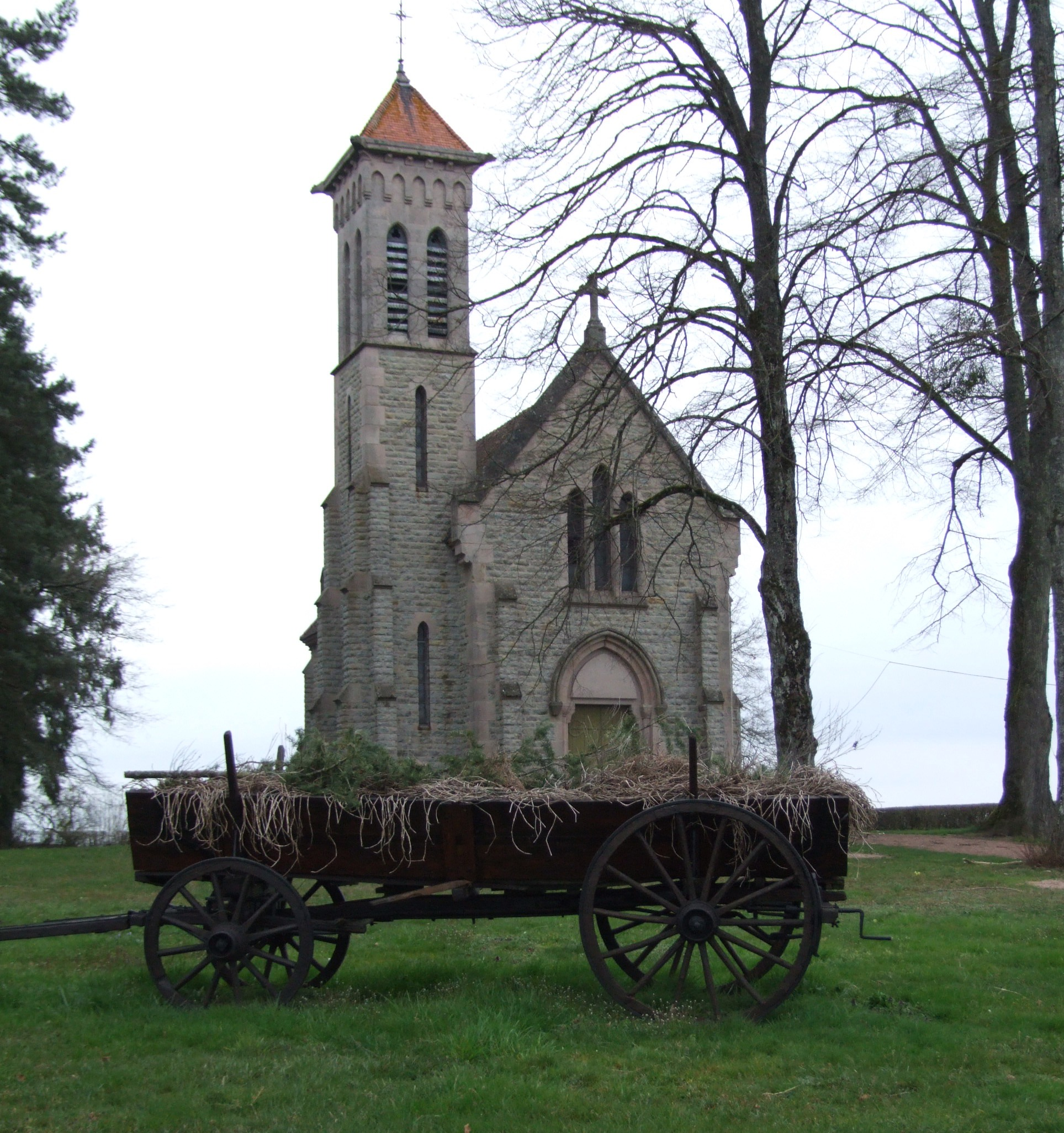
Kirche Sainte-Madeleine
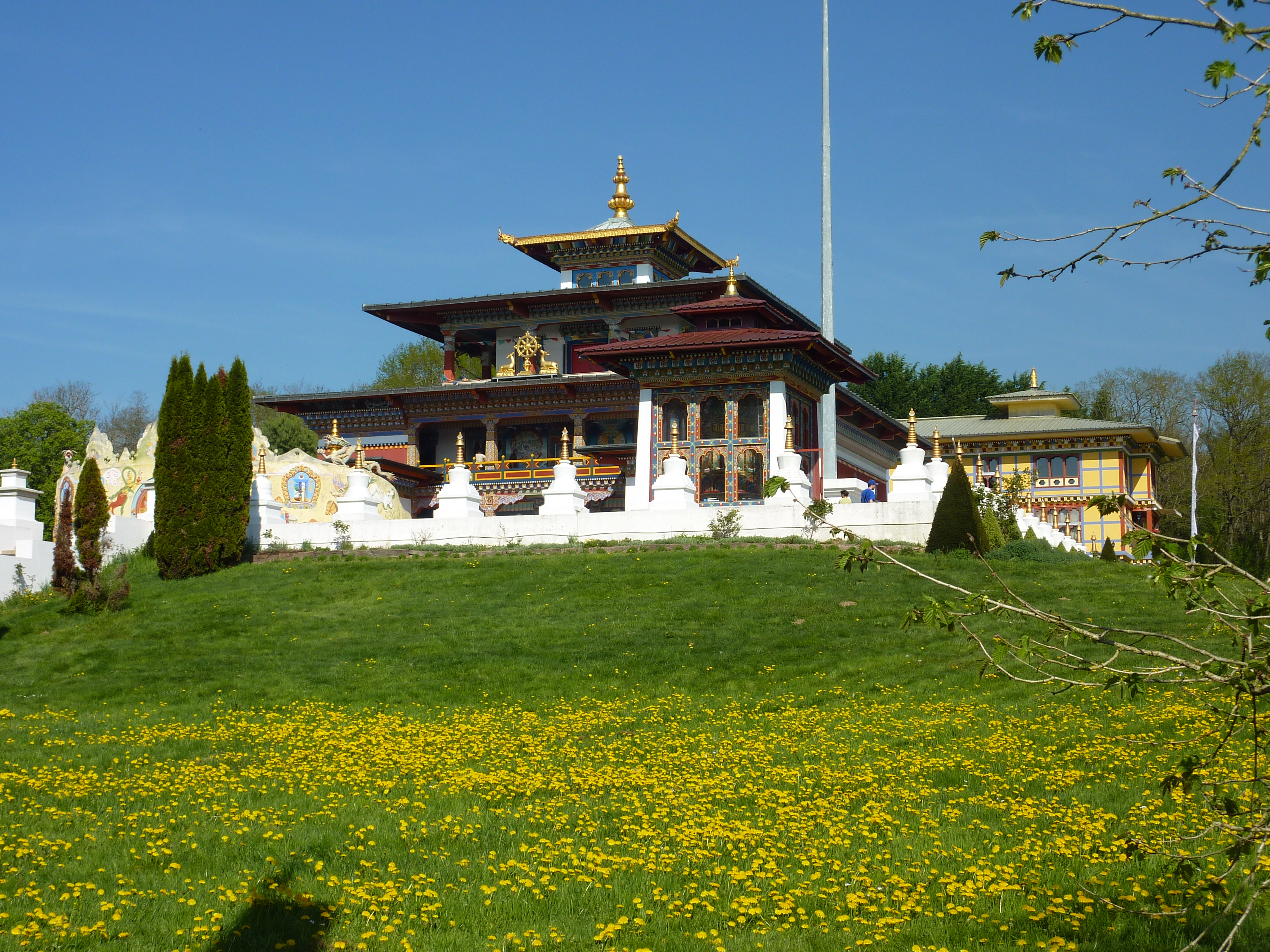
Buddhistischer Tempel Dashang Kagyu Ling
- Schloss La Boulaye

- Kirche Sainte-Madeleine
- Buddhistischer Tempel

## Persönlichkeiten
- Gustave Duverne (1891–1967), Automobilpionier